# German Law Journal
Das German Law Journal (GLJ) ist eine amerikanische juristische Fachzeitschrift, die sich mit aktuellen Entwicklungen des deutschen, europäischen und internationalen bzw. des transnationalen Rechts befasst. Alle Aufsätze erscheinen in englischer Sprache und sind frei im Internet verfügbar (Open Access).

## Geschichte
Das German Law Journal wurde im Jahr 1999 von den heutigen Rechtsprofessoren Russell A. Miller und Peer C. Zumbansen gegründet, die sich als Wissenschaftliche Mitarbeiter am Bundesverfassungsgericht kennengelernt hatten.
Ursprünglich versandten sie alle zwei Wochen einen Newsletter mit englischsprachigen Anmerkungen zu Urteilen zum deutschen Verfassungsrecht.
Aus diesem Angebot ging dann im Jahr 2000 das German Law Journal hervor, das ausschließlich online erscheinen sollte.
Es profilierte sich im Laufe der Zeit vor allem als ein Forum für internationales öffentliches und privates Recht sowie für Europarecht und transnationales Recht.
Zum zehnjährigen Bestehen wurde vom Bundesjustizministerium ein Festakt veranstaltet, dem die Oktober-Ausgabe 2009 gewidmet ist. Außerdem erschien eine Festschrift mit einer Auswahl aus den bis dahin erschienenen Beiträgen als Buch im Verlag der Oxford University Press.
Peer C. Zumbansen beendete 2013 seine Mitarbeit als Herausgeber der Zeitschrift; sie wurde seitdem von Russel A. Miller fortgeführt, der dabei von einem Team unterstützt wird. Ende 2018 wird die Zeitschrift getragen vom German Law Journal e. V., einem eingetragenen Verein mit Sitz an der Goethe-Universität Frankfurt am Main. Herausgegeben wird sie von Klaas Eller, Jen Hendry, Russell A. Miller, Jule Mulder, Clara Rigoni und Emanuel V. Towfigh.
Anfangs erschienen die Ausgaben des GLJ monatlich, seit 2014 in der Regel zweimonatlich; daneben gibt es Sonderausgaben zu bestimmten Themen, beispielsweise erschien 2016 ein „Brexit Supplement“, in dem die Auswirkungen der Volksabstimmung über den EU-Austritt des Vereinigten Königreichs diskutiert wurden.
Das German Law Journal wurde u. a. von der Robert Bosch Stiftung gefördert. Wie bei amerikanischen Law Reviews üblich, sind Jurastudenten an der redaktionellen Bearbeitung der Beiträge beteiligt. Allerdings werden die Aufsätze in einem Peer-Review-Verfahren von erfahrenen Wissenschaftlern ausgewählt.
Seit 2019 erscheint die Zeitschrift im Verlag der Cambridge University Press.